# Allopetrolisthes
Allopetrolisthes is een geslacht van kreeftachtigen uit de klasse van de Malacostraca (hogere kreeftachtigen).

## Soorten
- Allopetrolisthes angulosus (Guérin, 1835)
- Allopetrolisthes punctatus (Guérin, 1835)
- Allopetrolisthes spinifrons (H. Milne Edwards, 1837)